# Gulf (varumärke)

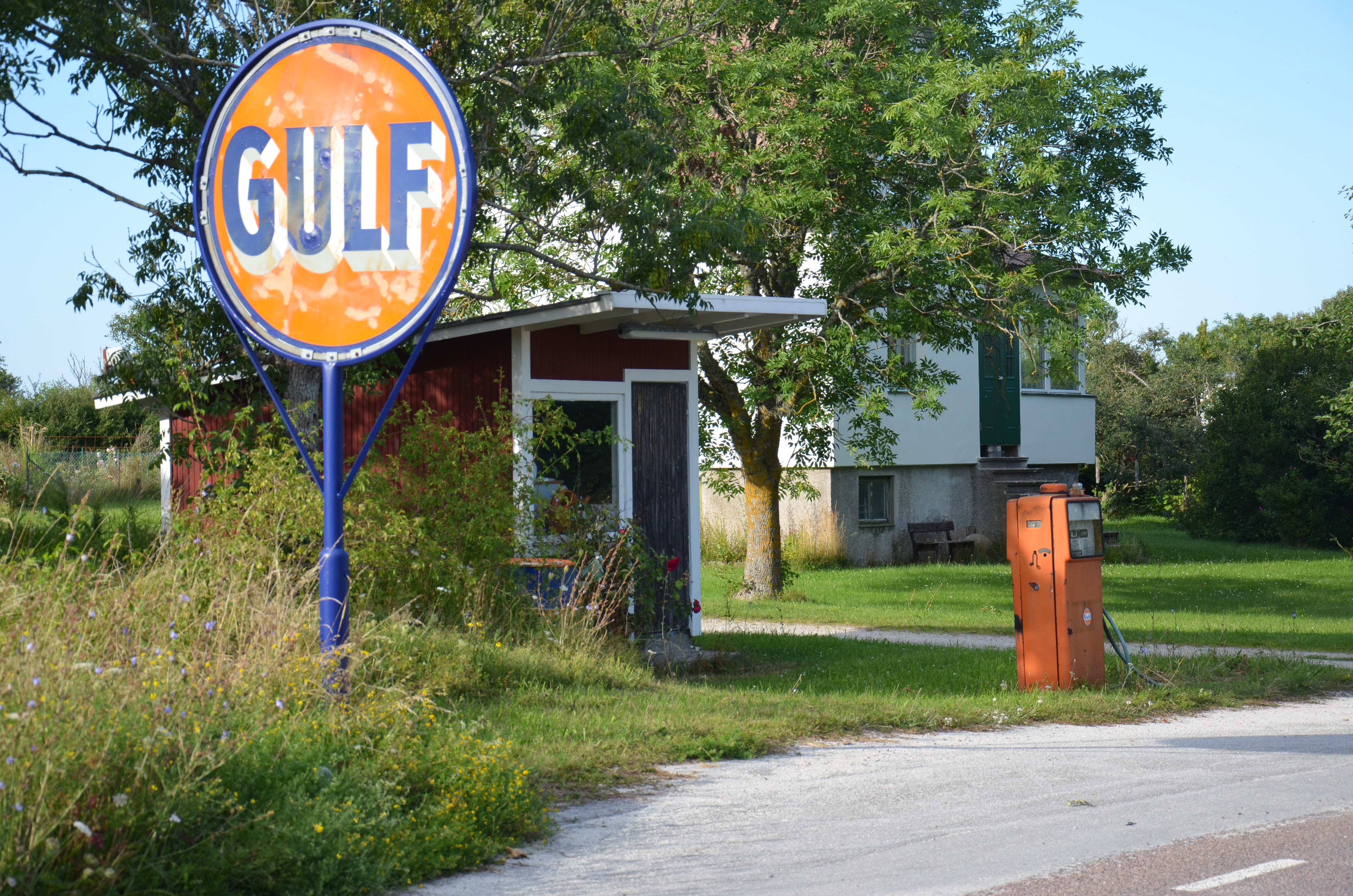
Tidigare Gulfmack i Katthammarsvik

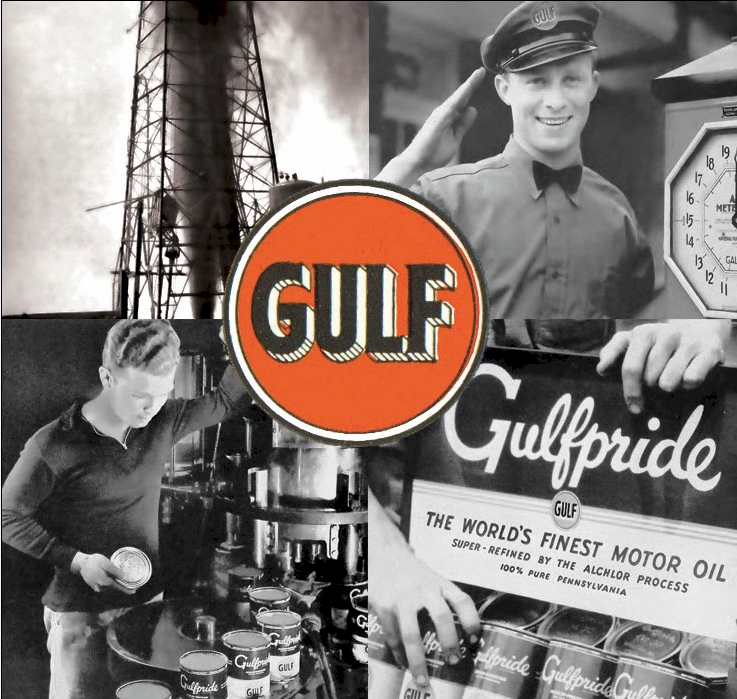
Äldre Gulf-logotyp

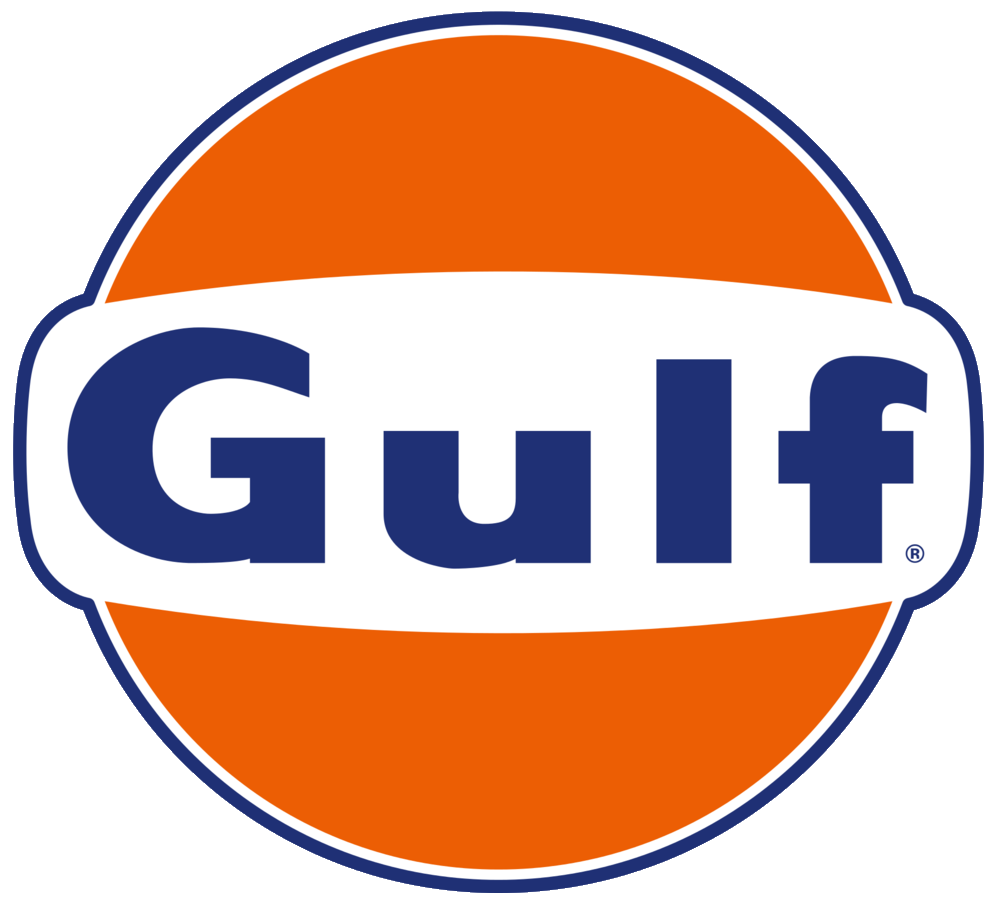
Gulf-logotyp, 1960-tal

Gulf är ett varumärke, ursprungligen enbart för petroleum.
Amerikanska Gulf Oil Corporation introducerade 1921 ett varumärke som stått sig bra över tiden. På en cirkelrund orange skiva placerades ordet GULF med blå versaler. Logotypen ledde till ett markant bättre igenkännande under en period, när Gulf och Texaco var de snabbast expanderade amerikanska bensinstationskedjorna. Gulf Oil Corporation fusionerades 1984 med Standard Oil of California (SOCAL) och bildade Chevron. Därefter såldes stora delar av verksamhet i länder utanför USA ut, och det nya varumärket Chevron ersatte de båda fusionerade företagens tidigare varumärken.
Varumärket Gulf har dock levt vidare, och kommit att användas mer från 1990-talet. Rättigheterna till varumärket i USA ägs av företaget Gulf Oil Limited Partnership i Framingham, Massachusetts, som driver fler än 2.000 bensinstationer i USA. Användning utanför USA kontrolleras av företaget Gulf Oil International i London, som är ett dotterbolag till den London-baserade Hinduja Group med indiska ägare. 

## Gulf i Sverige
Gulf var på väg tillbaka som varumärke för fordonsbränsle i Sverige 2007. Den norske riskkapitalisten Christen Ager-Hanssen köpte rättigheterna till namnet för den svenska marknaden. Hans flygbolag, FlyMe, gick emellertid i konkurs i mars 2007, varefter satsningen lades ner.
Gulf används som varumärke för Gulf smörjoljor, vilka säljs i Sverige av generalimportören C. Hansen Group AB, tidigare Hansen Racing, som också 2009 övertog licensrättigheterna för varumärket i Sverige.
Ytterligare en nyintroduktion av varumärket Gulf för fordonsbränsle påbörjades 2012. EMAB AB, som är en medlemsorganisation för fria bensinhandlare, tecknade då ett 15-årigt samarbetsavtal med C. Hansen Group AB, som innebär att EMAB:s medlemmar får rätt att använda varumärket Gulf för försäljning av fordonsbränsle.  I mars 2017 hade nio nya Gulf-stationer öppnats.
Den äldsta fortfarande aktiva bemannade bensinstationen i Sverige är en Gulfmack, båtmacken Gulf Vaxholm vid Kronudden.  Den grundades av sjökapten Ossian Wirström sommaren 1922, då som Texaco.